# Aérodrome de Fumel - Montayral
L’aérodrome de Fumel - Montayral (code OACI : LFDX) est un aérodrome ouvert à la circulation aérienne publique (CAP), situé sur la commune de Montayral à 5 km au sud-est de Fumel en Lot-et-Garonne (région Nouvelle-Aquitaine, France).
Il est utilisé pour la pratique d’activités de loisirs et de tourisme (aviation légère).

## Installations
L’aérodrome dispose d’une piste bitumée orientée sud-nord (17/35), longue de 720 mètres et large de 18. Elle est dotée d’un balisage diurne et nocturne.
L’aérodrome n’est pas contrôlé. Les communications s’effectuent en auto-information sur la fréquence de 123,500 MHz. Il est agréé avec limitations pour le vol à vue (VFR) de nuit.
L’avitaillement en carburant (100LL) et en lubrifiant est possible.
Une zone dédiée aux ULM est contigüe à l’aérodrome.

## Activités
- Aéro-club de la vallée du Lot
- Coutale Aviation